# Чиліпсі
Чиліпсі (рос. Чилипси) — річка в Туапсинському районі Краснодарського краю. Притока річки Туапсе. Довжина — 21 км. Чиліпсі бере початок на висоті 500 м на східному схилі гори Лиса (висота гори 890 м). Правобережні притоки: річка Бешена, довжиною 1 км, Таштай завдовжки 6 км — беруть початок на північно-східному схилі гори Агой.